# Urocissa
Az Urocissa a madarak (Aves) osztályának verébalakúak (Passeriformes) rendjébe, ezen belül a varjúfélék (Corvidae) családjába tartozó nem.

## Rendszerezésük
A nemet Jean Cabanis német ornitológus írta le 1850-ben, az alábbi fajok tartoznak ide:
- vastagcsőrű kitta (Urocissa caerulea)
- vöröscsőrű kitta (Urocissa erythrorhyncha)
- sárgacsőrű kitta (Urocissa flavirostris)
- díszes kitta (Urocissa ornata)
- szürkehasú kitta (Urocissa whiteheadi)

## Előfordulásuk
Dél- és Délkelet-Ázsiában honosak. Természetes élőhelyeik a mérsékelt övi erdők szubtrópusi vagy trópusi esőerdők, valamint emberi környezet. Magassági vonuló, vagy élőhelyükön állandóak.

## Megjelenésük
Testhosszuk 47-68 centiméter körüliek.

## Képek

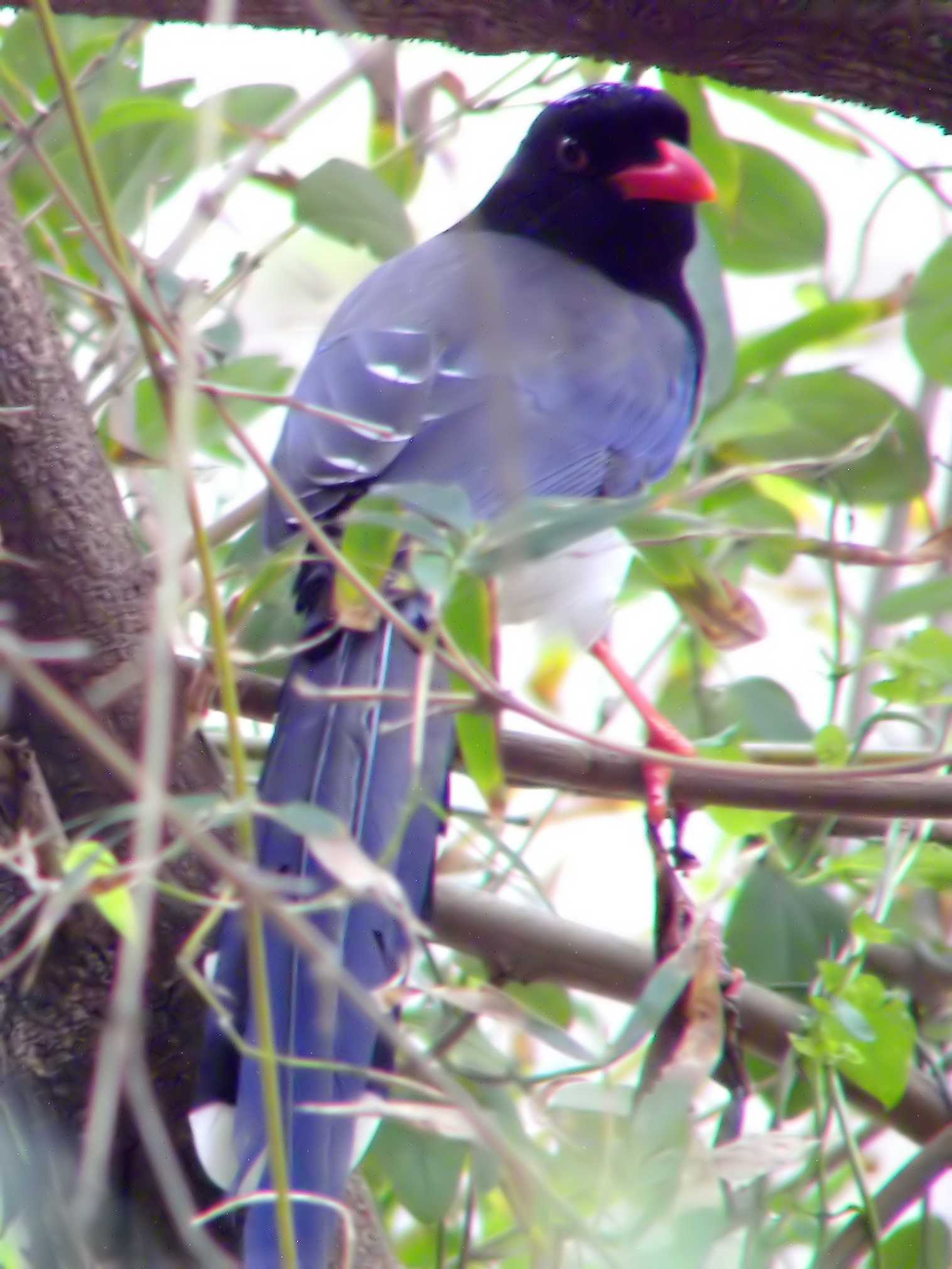
Vöröscsőrű kitta (Urocissa erythrorhyncha)
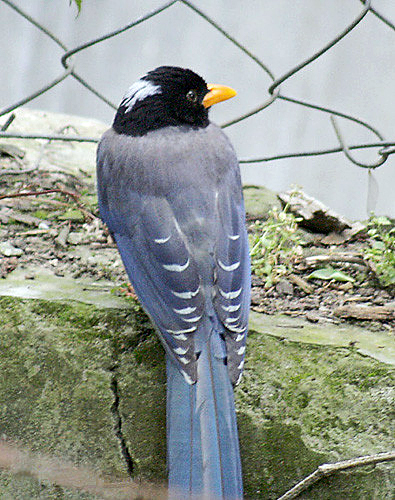
Sárgacsőrű kitta (Urocissa flavirostris)
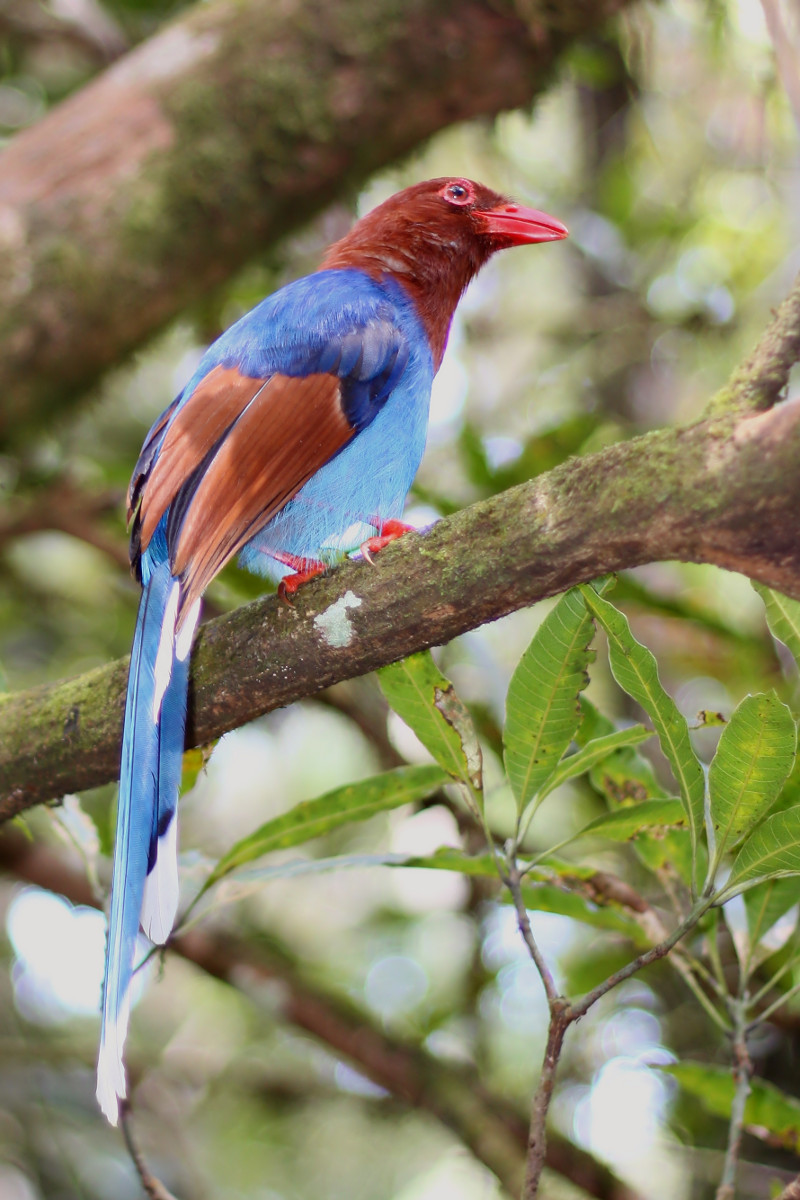
Díszes kitta (Urocissa ornata)